# Alfonso de Aragón (1222-1260)
Alfonso de Aragón y Castilla (1222-Calatayud, 1260) fue un infante de Aragón e hijo primogénito de Jaime I «el Conquistador» y de la reina Leonor de Castilla.

## Biografía
Fue el primer hijo de Jaime I de Aragón, «el Conquistador» y de su primera esposa la reina Leonor de Castilla. Era nieto por parte paterna del rey Pedro II y de su mujer, la reina María de Montpellier, mientras que por línea materna era nieto de Alfonso VIII de Castilla y de su esposa, Leonor de Plantagenet. Hermano agnado (medio hermano con padre común) de Pedro III y de Jaime II de Mallorca, entre quienes Jaime I dividiría su reino a su muerte.
Fue designado heredero de la corona en 1228, pero premurió a su padre el 23 de marzo de 1260 en Calatayud después de haber contraído matrimonio ese mismo año con Constanza de Montcada, hija de Gastón VII de Bearne. No dejó descendencia y a su muerte, su hermanastro el infante Pedro, futuro Pedro III de Aragón, se convirtió en uno de los herederos de la corona.

## Relación con Jaime I de Aragón
La relación entre el infante de Aragón y su padre el rey Jaime era mala como indican por lo general los historiadores y como indica Stefano M. Cingolani, su nacimiento no aparece en la obra de Jaime I, el Llibre dels feits.
No hay noticias sobre él durante el matrimonio de sus padres ni en la década del 1230 pero sí que las tenemos de él con el nacimiento del futuro rey Pedro III, su medio hermano, en su adolescencia aparece vinculado a Castilla y tras los nacimientos de hasta cuatro hermanastros legítimos y los sucesivos cambios de testamento, veía como su patrimonio se disgregaba. Mª Luz Rodrigo explica que en los conflictos con su padre por imponerse como heredero el propio rey buscaría acercar a su primogénito en las situaciones en las que la violencia estuviera cerca de estallar, en especial en los años 1253 y 54, periodos en los que cedería el gobierno del Reino de Aragón y le confirmaría como heredero del Reino de Valencia pero que tras los pactos acaecidos en Soria en el año 1256 además de que el infante perdió influencia en Castilla, aun se mantenía una mala relación entre ambos. Entrando en el 1260 el rey Jaime tuvo un cambio de actitud con su hijo, apareciendo en las asignaciones de rentas junto a sus hermanastros.

## Sepultura
Recibió sepultura en el Real Monasterio de Santa María de  Veruela, a pesar de que en su testamento, otorgado en la ciudad de Huesca el 8 de agosto de 1256, había pedido ser enterrado en el Monasterio de la Orden de Predicadores de la ciudad de Huesca, que él había fundado. 
En febrero de 1611, Juan Bautista Labaña, cosmógrafo de Felipe II, vio allí el sepulcro del infante, y lo describe en su obra Itinerario del reino de Aragón: «En medio de la capilla mayor hay una sepultura rasa de una piedra pequeña, con dos escudos de las armas de Aragón, como parece aquí, donde dijeron que estaba sepultado un hijo del rey don Alonso II, y que lo decía Zurita, que se verá», aunque después rectifica y añade: «Es el infante Don Alfonso, hijo del rey Don Jaime».
En el año 1633 su restos fueron trasladados al panteón de los duques de Villahermosa, situado en el monasterio, y se colocaron en una sepultura de madera blanca, al lado del fundador del monasterio, Pedro de Atarés, y  Lope de Luna, de ascendencia real ambos, y se alojó su sepultura entre los arcos laterales del presbiterio de la iglesia del monasterio, entre las tumbas de dicho panteón. En esta nueva sepultura se le colocó al sepulcro una inscripción que decía:

...Murió en vida del rey su padre, entre los recocijos de la boda que celebró con Doña Constanza, hija y heredera de Don Gastón, vizconde de Béarn, en Calatayud, a 23 de marzo del año de 1260. Ordenó en su último testamento (revocando lo que había dispuesto en otros) que su cuerpo fuese sepultado en Veruela, como se ejecutó, hallándose presente a su entierro y exequias la reina Doña Leonor, su madre. Trasladáronse sus huesos de la grada de la capilla mayor a este sepulcro en el año de 1633.

Sin embargo, en la actualidad se sostiene que los restos del infante Alfonso descansan junto a los de su esposa Constanza en un sepulcro colocado en la capilla de San Jaime de la catedral de Valencia, construida por el cabildo y clero valentino cuando se fundó la Cofradía de San Jaime, el 1 de diciembre de 1242. Al parecer, este sepulcro tuvo en el pasado epitafio y estatua yacente sobre él. En el epitafio se leía:

HIC IACET ALPHONSUS, E PRIMO REGE IACOBO UNICUS EX PRIMA LEONORA CONIVGE NATUS QUI CUM INMATURIS REPERETUR MORTE SUB ANNIS. SARCOPHAGO HUIC OSSA, ANIMAM COMMISIT OLYMPO

En el manuscrito Antigualles de Poblet, escrito en 1587, se afirma, traducido del catalán:

Murió dicho Alfonso en vida de su padre y fue enterrado en el Monasterio de Veruela, cerca del Altar Mayor, en la grada del cual, en una piedra, están esculpidas las armas reales. De allí los trasladaron después a la Seo de Valencia, en la Capilla de San Jaime, en la sepultura del cual están estos versos esculpidos [...]

Y, a continuación, se cita en el manuscrito Antigualles de Poblet el epitafio del infante Alfonso, redactado en latín, indicado arriba.
Fray Vicente Prada, no obstante, en su obra Sepulcros de la Casa Real de Aragón, niega el traslado de los restos del infante a la Catedral de Valencia, y afirma:

Don Alonso, su hijo, jurado príncipe, (yace) en la Real de Veruela, en la Capilla Mayor, en la primera tumba, adonde fue trasladado siendo abad Lope Marco, de en medio del presbiterio. Allí yacía en tierra plana, con lápida y escudo real de Aragón esculpido en ella, que hoy se mira, aunque Beuter soñó haber sido trasladado de Veruela a la Capilla de San Jaime de la Seo de Valencia, por tal letrero, que se conserva en un sepulcro de jaspe muy hermoso [...]

Tampoco creyó en el traslado de los restos del infante Alfonso a la catedral de Valencia el historiador Salvador Carreres Zacarés, que afirmó en su obra Exequias regias en Valencia (1276-1410):

Aunque se afirma por algunos que el infante don Alfonso, hijo de Jaime I y de la reina doña Leonor, está enterrado en la capilla de San Jaime de nuestra catedral, en un sepulcro que antes de la reforma de ésta tenía estatua yacente y cuyo epitafio copió Diago, nosotros abrigamos el íntimo convencimiento de que se trata de un trastueque de personalidades, y que los restos que allí se hallan pertenecen a otro infante de época bastante posterior.

Existe una teoría que afirma que, aún en vida de Jaime I «el Conquistador», los frailes predicadores de Huesca reclamaron, incluso al papa, que el testamento del infante Alfonso fuera cumplido y que el cadáver fuera trasladado desde Veruela, donde ya había recibido sepultura, hasta el monasterio de Predicadores de Huesca. El papa Alejandro IV aprobó, mediante dos bulas con fecha de 18 de junio de 1260, la petición de los Predicadores de Huesca, y posteriormente, en 1262, lo cual significa que las órdenes pontificias de Alejandro IV no habían sido cumplidas; el papa Urbano IV despachó otras dos bulas reiterando que los restos del infante Alfonso debían ser trasladados al monasterio oscense. Las cuatro bulas pontificias se conservaban en 1613 en el monasterio de Predicadores de Huesca, ya que el Padre Diago, en su obra Anales del reino de Valencia, escrita en 1613, afirma que las vio. No obstante, se desconoce si el traslado de los restos llegó a verificarse. 
Actualmente, en la capilla de San Jaime de la Catedral de Valencia, se conserva el sepulcro donde supuestamente se encuentran los restos del infante Alfonso y los de su esposa Constanza, mientras que en el monasterio de Veruela se conserva la lápida que cubrió los restos del infante hasta su traslado al panteón de Villaviciosa en 1633.

## Heráldica

Reconstrucción del escudo de Alfonso.

Su escudo heráldico se representa con los palos del Señal de Aragón y veinte escudetes del escudo de Castilla en una bordura, siguiendo la costumbre castellana de representar las armas de la familia materna.